# Schronisko w Obłazowej Pierwsze
Schronisko w Obłazowej I – jaskinia, a właściwie schronisko, w Kotlinie Orawsko-Nowotarskiej, w rezerwacie przyrody Przełom Białki pod Krempachami, u podnóża skałki Obłazowa, na wschód od Jaskini Obłazowej, w pobliżu Schroniska w Obłazowej Drugiego, na wysokości 625 m n.p.m. Jaskinia jest pozioma, a jej długość wynosi 14 metrów. 

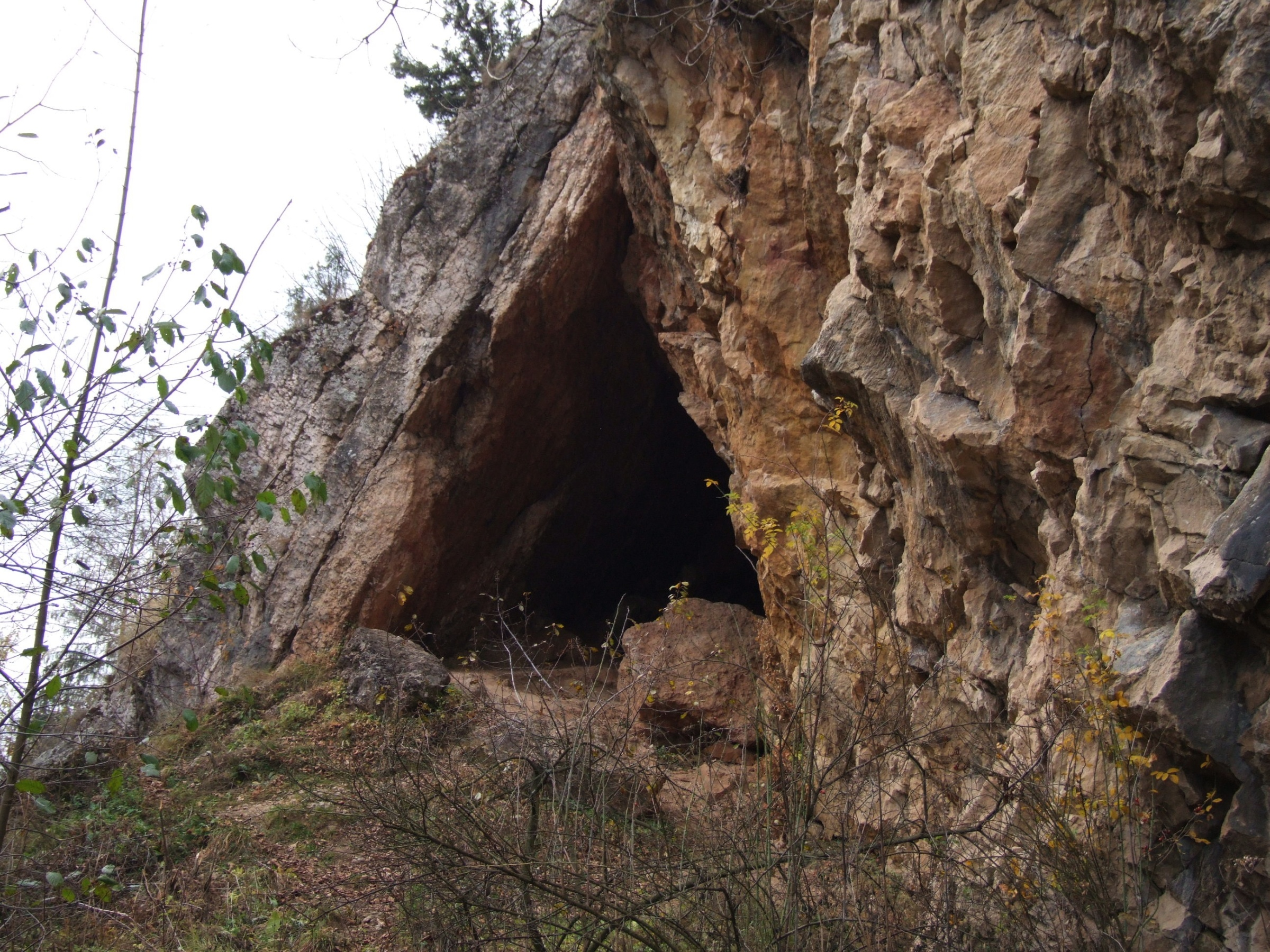
Otwór wejściowy jaskini

## Opis jaskini
Jaskinię stanowi podłużna, duża sala znajdująca się zaraz za dużym, 7-metrowej wysokości, trójkątnym otworem wejściowym.

## Przyroda
W jaskini nie ma nacieków. Ściany są wilgotne, rosną na nich glony, porosty i mchy.

## Historia odkryć
Jaskinia była znana od dawna. Okoliczni mieszkańcy wydobywali z niej wapień. Plan i opis schroniska sporządzili A. Amirowicz i J. Baryła w 1996 roku.